# کوسیچ
کوسیچ (به لاتین: Kosić) یک منطقهٔ مسکونی در مونته‌نگرو است که در شهرداری دانیلوگراد واقع شده‌است. کوسیچ ۵۱۵ نفر جمعیت دارد.